# География на Судан
Судан е държава в североизточната част на Африка, разположена покрай средното течение на река Нил и западния бряг на Червено море. На изток Судан граничи с Еритрея (дължина на границата – 605 km) и Етиопия (723 km), на юг – с Южен Судан (1973 km), на югозапад – Централноафриканска република (483 km), на запад – с Чад (1360 km) на северозапад – с Либия (383 km) и на север – с Египет (1273 km). Общата дължина на сухоземните граници е 6764 km. На североизток се мие от водите на Червено море с дължина на бреговата линия 870 km. От север на юг се простира на 1400 km, а от запад на изток – 1450 km. В тези си граници заема площ от 1 886 068 km² (15-о място в света и 2-ро в Африка). Населението към 1 януари 2020 г. е 38 580 000 души. Столица е град Хартум.
Територията на Судан се простира между 9°21′ и 23°09′ с.ш. и между 21°49′ и 38°35′ и.д. Крайните точки на страната са следните:
- крайна северна точка – 23°08′46″ с. ш. 35°37′10″ и. д. / 23.146111° с. ш. 35.619444° и. д., на фактическата, а не на договорната границата с Египет, на брега на Червено море.
- крайна южна точка – 9°20′50″ с.ш., на спорната граница с Южен Судан, като дължината на участъка по паралела е 78 km.
- крайна западна точка – 12°48′33″ с. ш. 21°48′55″ и. д. / 12.809167° с. ш. 21.815278° и. д., на границата с Чад, на левия бряг на река Каджа, от басейна на река Шари.
- крайна източна точка – 18°01′15″ с. ш. 38°34′55″ и. д. / 18.020833° с. ш. 38.581944° и. д., на границата с Еритрея, на брега на Червено море[2]

## Релеф, геоложки строеж
По-голямата част от територията страната представлява плато с височина от 300 до 1000 m. Значителни райони от северните части са заети от пясъчната Либийска и пясъчно-каменистата Нубийска пустиня. На запад се издигат високите плата Дарфур (връх Мара, 3088 m) и Кордофан (1460 m) с отделни остатъчни върхове и масиви. В източната част се простират крайните западни разклонения на Етиопската планинска земя (Хабеш). На североизток, покрай брега на Червено море са разположени Червеноморските планини с височина до 2410 m, които ограничават тясна ивица приморска низина.
Територията на Судан попада в североизточната част на Африканската платформа, фундаментът на който на североизток излиза на повърхността като Арабско-Нубийски щит. Той е изграден от долно- и среднопалеозойски гнайси и кристалинни шисти с мрамори и къснорифейски седиментно-вулканични скали с разнообразни интрузии. Платформеният чехъл е изграден предимно от фанерозойски континентални наслаги, които изпълват Нилската синеклиза, разделяща тези масиви. На североизток е разположена рифтовата депресия на Червено море, сформирана през неогена и антропогена. С формациите на фундамента са свързани находищата на мед, злато, хром, желязо, мрамор и др., а с фанерозойските континентални наслаги – хидротермалните находища на манган. Значителни са и находищата на гипс по крайбрежието на Червено море.

## Климат, води
На север климатът е тропичен, пустинен, като средно месечните температури са в интервала от 30 – 35 °C през лятото, до 15 – 20 °C през зимата, а годишната сума на валежите е под 200 mm. В южните части на страната климатът е преходен (от тропичен към субекваториален), като най-високите температури са в края на дъждовния сезон (август – септември) и които често са съпроводени от прашни бури – хабуб. За разлика от другите райони на Судан в приморската низина на Червено море най-голямото количество на валежите е през зимата.
Болшинството от постоянно течащите реки на Судан се отнасят към водосборния басейн на река Нил. В западната част текат няколко реки (Азум, Каджа, Аук, Тивал, Хадра), които принадлежат към водосборния басейн на река Шари, вливаща се в езерото Чад. От юг на север през страната преминава участък от средното течение на река Нил, която нагоре от град Хартум се нарича Бели Нил. Отдясно в Нил е вливат реките Сини Нил (1783* km), с притоците си Рахад (480* km) и Диндер (480* km) и Атбара (1120* km), всички те водещи началото си от Етиопската планинска земя. Голяма част от подхранването си река Нил получава от Сини Нил, но неговия отток значително се променя през годината, като през зимно-пролетния период той силно намалява. По това време основното подхранване на Нил идва от Бели Нил, който се отличава със сравнително равномерен отток през цялата година. Реките от басейна на Нил са източник на води за напояване, естествени водни пътища и съдържат значителни хидроенергийни запаси. В редица райони на страната важна роля играят сезонните реки (Гаш, Барака, Абу Хабъл и др.), а също и грунтовите (подземните) води, като в почти 3/4 от страната няма други източници за водоснабдяване, освен тях. Сравнително богато на водни източници е крайбрежието на Червено море, но водата в тях е силно минерализирана.

## Почви, растителност, животински свят
Почвената покривка на север и в редица райони на запад е слабо развита. Срещат се основно червено-кафяви почви на сухите и червеникаво-кафяви почви на опустинените савани. В отделни райони (например, в междуречието Бели и Сини Нил – Гезира) са развити тежки тъмноцветни почви. Срещат се също сбити тропически хидроморфни и алувиални почви. Северната половина на страната, лежаща в зоната на тропическите полупустини и пустини, е почти лишена от растителност, като на отделни места се среща суха опустинена растителност.
Към 2001 година 21 вида бозайници, 9 вида птици и 2 вида растения, срещащи се в Судан, са застрашени от изчезване. Сред тях са северният горски ибис, суданският бял носорог, обикновеният бубал, а саблерогият орикс се смята за изчезнал в диво състояние. Сред съхранилите се диви животни се срещат антилопа орикс (сърнобик), газела, жираф, слон, леопард, лъв, хипопотам; от птиците – щраус, дропла, марабу, птица секретар, а от влечугите – питон. Реките обитават крокодили, а най-характерните речни риби са двойнодишащият протоптеропс, многоперката, сомът, нилският костур, тигровата риба и др., широко разпространени са термитите.
През май 2007 на остров в блато в южната част на страната е открита неизвестна дотогава група диви слонове, като мястото е пазено в тайна, за да предпази животните от бракониери. Сериозен проблем за страната е разрастването на пустините, както и почвената ерозия. Ръстът на земеделието не е съпътстван със защитни мерки, което довежда до обезлесяване и спад на почвеното плодородие и нивото на подземните води.